# Descurainia sophia
Espèce
Descurainia sophia, l’herbe de sainte Sophie ou sagesse des chirurgiens, est une espèce de plantes à fleurs de la famille des Brassicaceae que l'on rencontre en Eurasie. Elle doit son nom à sainte Sophie.

## Description
C'est une plante herbacée. La tige dressée et rameuse peut mesurer de 1 à 1,5 m de hauteur. Elle possède des feuilles très découpées, alternes, duveteuses comme la tige, qui mesurent de 1,5 à 8 cm de longueur et de 0,8 à 3 cm de largeur. Elles sont de couleur vert de gris. Ses petites fleurs de couleur jaune pâle possèdent des pétales de 2 mm de longueur en moyenne et d'1 mm de largeur en moyenne. Les sépales sont souvent plus courts que les pétales; les siliques cylindriques avec un pédicelle mince sont étalées et dressées.

## Synonymes
On l'appelle aussi Descurainie sagesse,  en latin: Sisymbrium sophia L.
En italien, elle est nommée Erba sophia ou Erba falcona ; et en allemand Sophienkraut.
En Iran, sur les marchés de Machhad, on trouve ses graines sous le nom de khakshir.

## Liste des sous-espèces et variétés
Selon The Plant List (19 mai 2014) :
- sous-espèce Descurainia sophia subsp. bartschii (O.E.Schulz) C.Vural

Selon Tropicos (19 mai 2014) (Attention liste brute contenant possiblement des synonymes) :
- variété Descurainia sophia var. brachycarpa O.E. Schulz
- variété Descurainia sophia var. glabrata N. Busch
- variété Descurainia sophia var. macrophylla Prantl
- variété Descurainia sophia var. sophia (L.) Webb ex Prantl

## Répartition et écologie
Eurasiatique. En Suisse, elle pousse dans les vallées.
Sa valeur écologique de Landolt est R.234-435-u : plante rudérale supportant une sécheresse modérée pendant la période de végétation, sur sols peu acides et riches, en pleine lumière le plus souvent, à l'étage montagnard avec de grands écarts de température, exposée au vent et au soleil.

## Protection
En France, l'espèce est protégée en Franche-Comté et en Île-de-France.